# أقلام من عسقلان (فلم)
أقلام من عسقلان هو فيلم وثائقي لعام 2011 مُستوحى من قصة الفنان الفلسطيني زهدي العدوي. سُجن زهدي في عام 1975وهو في الخامسة عشرة من عمره في سجن عسقلان الإسرائيلي شديد الحراسة. يحافظ زهدي على روحه حية من خلال التعبير الفني بمساعدة زملائه السجناء وعائلاتهم، وتهريب أقلام التلوين الملونة وتهريب أعماله الفنية على أغطية الوسادات إلى الخارج ليراها العالم. اختير الفيلم للمنافسة في مهرجان هوت دوكس الدولي للأفلام الوثائقية لعام 2012،  ومهرجان سي بي اتش دوكس لعام 2012 ومهرجان الدوحة ترايبيكا السينمائي لعام 2011،  والعديد من المهرجانات الأخرى مثل مهرجان مونتيفيديو الدولي للأفلام، ودوكومينتا مدريد.
خاضت تجربة اخراج الفيلم حطيط سالاس وهي مخرجة ومنتجة لبنانية اسبانية في أول تجربة اخراج لها.

## روابط خارجية
- "Laila Hotait at SOAS, University of London". Center for Film Studies. مؤرشف من الأصل في 2017-01-06.